# 抱き枕

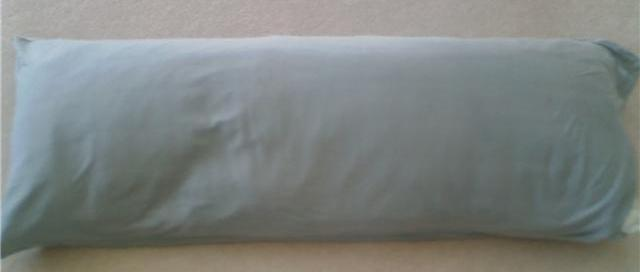
青い枕カバーで覆った抱き枕（body pillow）

抱き枕（だきまくら）とは、寝具の一種である。「枕」の一種とされるが、一般的には抱くようにして使用する大型のものを指すが、最近では頭の下に敷くものと抱くもの両方が一体になったものがある。

## 概要
抱き枕を使用する際は、多くの場合は別に通常の頭の下に用いる枕を併用する。ただし、中には頭の下に敷く枕と兼用できるよう、十分な長さと柔軟性を持つものもあり、折り曲げて使用することもある。
中国における「竹夫人」など、様々な名称・形態で、東アジアには古くから見られる。今日の日本でよく見られるものでは筒状の布袋に綿やスポンジなどの弾力ある素材を詰めたものがある一方、竹籠のように中空の筒状になっているものも見られる。
これらは、仰臥（あお向け）姿勢で使うことはほとんどなく、横向きになって足をもたれさせて使用する。これにより、下側になる足に上の足の重量がかかりにくいようにして寝ることができ、横向き姿勢での安定感を向上させることができる。腕も同様に体の前面に突き出す形になるので、腕が体に圧迫されないようにできる。
抱き枕を使うと、寒い地方では横向き姿勢でできる腹側の隙間を埋めることで暖かく寝ることができ、暑い地方では中空の抱き枕を利用することで、掛け布団と寝床の間に空気の通り道ができ、放熱が促されて涼しく快適に寝ることができる。また、横向きで眠る姿勢になるため睡眠時無呼吸症候群の影響を減らすことができる。
日本ではロフテー株式会社が発売した抱き枕が元祖と言われている。

## バリエーション

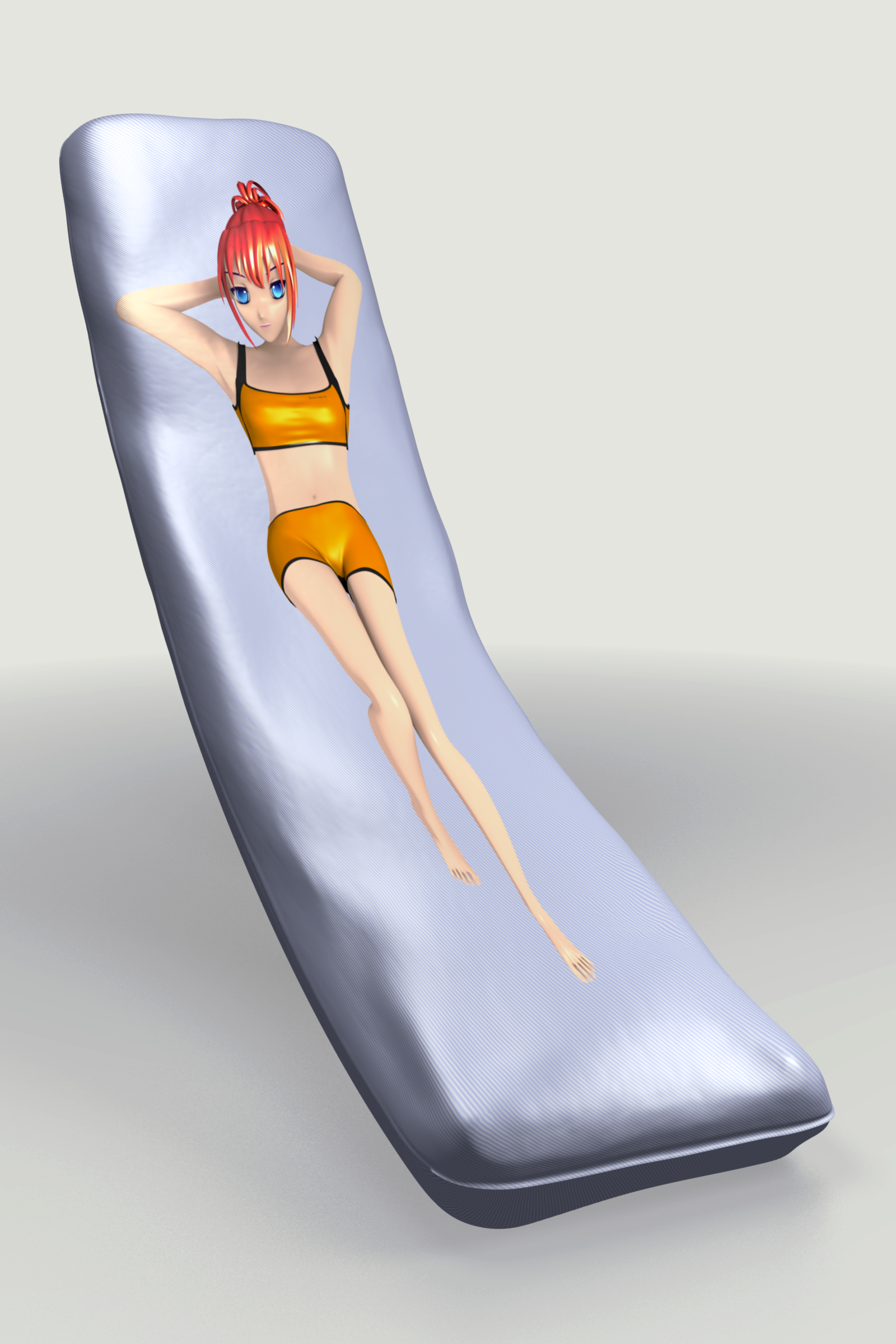
アニメキャラクターをプリントした抱き枕の一例

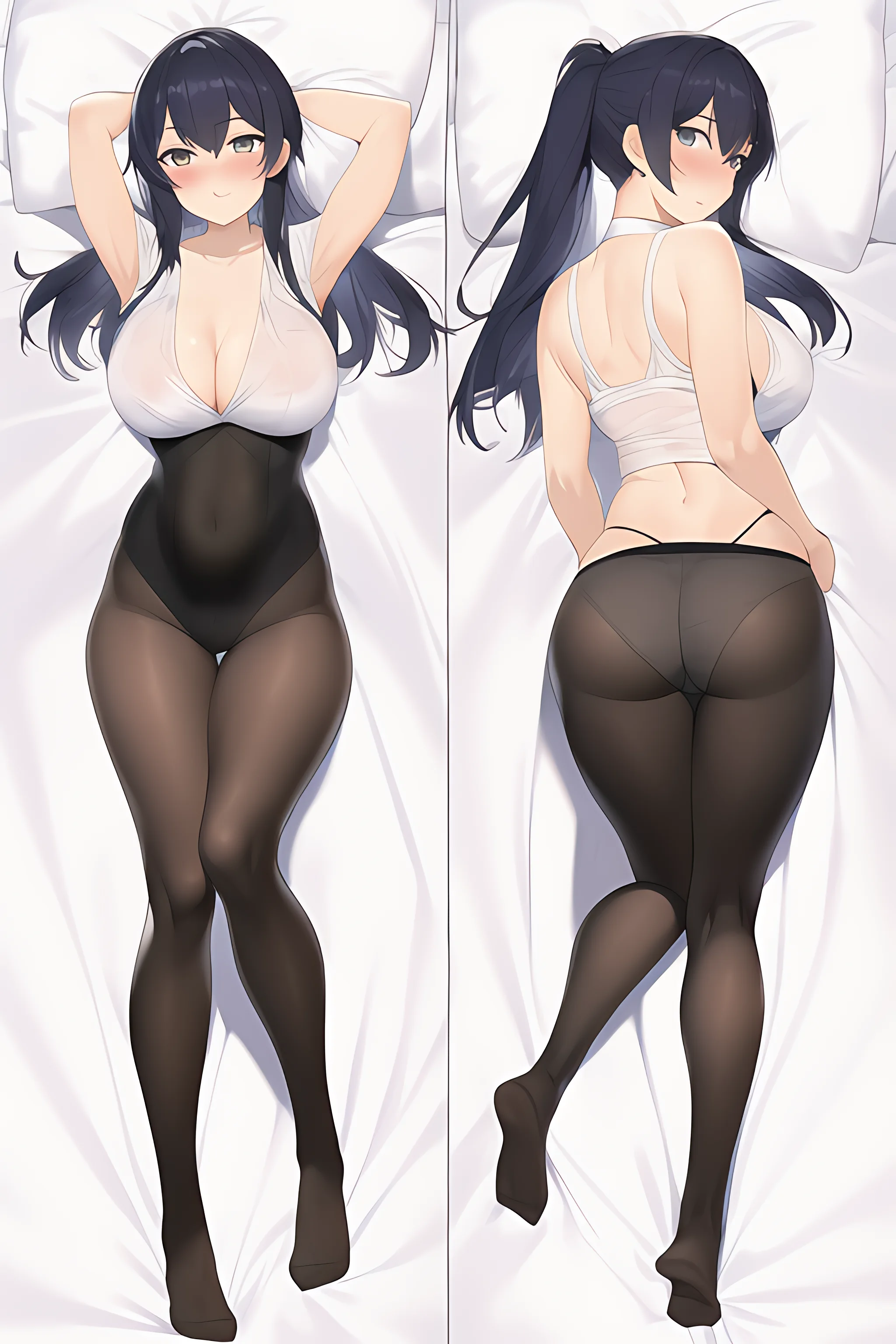
抱き枕カバーに描かれるイラストの例

幼児・児童向けには古くから「抱きぐるみ」と呼ばれる大型のぬいぐるみも存在しており、こちらは玩具店や寝具店などで広く販売されている。枕同様に、愛用の抱きぐるみを持つ人も見られる。
アニメ・ゲームキャラクターをプリントした商品（または抱き枕カバー）も専門ショップなどで販売されている。他にもアイドルの写真や、AV女優の裸の写真などがプリントされているものも存在する。電気で温まる抱き枕もある。

## 形状
抱き枕には、目的などによりいくつかの形状がある。
扁平・楕円断面タイプ
通常の枕を長く引き延ばした形状（1m～1.8m程度）のタイプ。元々は、ダブルベッドなどで2人で1つの枕を使うためのものであったが、これを1人で抱いて寝るという用途に転用された。
健康志向が強まり、抱き枕が複雑な形状（下記の「人間形タイプ」）に進化したので一時はすたれていたが、上記のプリントタイプの枕カバーを使用するものの中身として、再び多用されるようになっている。
扁平なため「表と裏」の概念があり、枕カバーもこれに合わせて表側と裏側で別々のプリント（表は着衣姿、裏は脱衣姿など）がされることも多い（特に、アニメ・ゲーム関連のグッズとして作られる場合が多い）。
円柱形タイプ
直径20cm～50cm程度の長い円柱形状のタイプ。誰もが抱きやすいのが特徴。細めのタイプには2つ折りにして首から肩の下に通すことで、通常の枕の代わりに使えるものもある。
中身はウレタンやビーズなどの他、上記の籠タイプのものもある。
人間形タイプ
より抱きやすいよう、枝豆のさやのような複雑な形状をしているタイプ。リアルな人間の形というわけではない。
一見抱きやすいと思われるが、体格によりサイズや形状を選ばないと、かえって抱きにくいこともある。
形状が複雑なので、カバーは専用のものを使うか、本体を丸洗い可能としてカバーなしで使うことが多い。カバーや外布など、直接肌に触れるものは、特に感触のよい素材が使用される。
健康志向のためのものがほとんどで、カバーや外布も無地のシンプルなものが多い。
特に大きいものの中には、端部に頭を乗せられるものがある（通常の枕が不要のタイプ）。
中身はウレタンやビーズが多い。通常、他のタイプに比べてかなり柔らかい。
動植物形タイプ
リアルな動植物の形状を持つタイプ。水棲哺乳類（イルカやクジラ、アシカなど）が、その形状から抱きやすいものとして選ばれることが多い。植物では、バナナや豆のさやなどがある。
中身はウレタンやビーズの他、綿やパンヤなどもある。
ぬいぐるみタイプ
上記の「抱きぐるみ」に相当するタイプ。本来の使用目的が抱き枕ではない、単なる大型のぬいぐるみのことが多いが、中には抱き枕としての使用を前提にして作られているものもある。
形状によっては、抱き枕として使うとかえって寝づらいものもある。
中身はウレタンか、綿やパンヤ。型くずれを防ぐため、他のタイプに比べると硬めである。
馬蹄形タイプ
両側に抱き枕のある馬蹄形をしたタイプ。抱かれ枕®とも言われる。